# Netín
Netín (německy Nettin, v roce 1370 doloženo ve tvaru Vznětín) je obec v okrese Žďár nad Sázavou v kraji Vysočina. Leží asi 10 km severozápadně od Velkého Meziříčí. Žije zde 371 obyvatel.
Sousedními obcemi sídla jsou Radostín nad Oslavou, Velké Meziříčí, Zadní Zhořec, Stránecká Zhoř, Blízkov a Lavičky.

## Historie
Ves je poprvé připomínána k roku 1156 jako majetek třebíčského kláštera benediktinů, ve falzu z konce 12. století. Již od počátku byl součástí vsi kostelík, zasvěcený Panně Marii. K měřínskému proboštství (podřízené "pobočce" třebíčského kláštera) patřila až do roku 1556. Následně přešla pod statek ve Stránecké Zhoři, po roku 1729 k panství Velké Meziříčí. Netín byl koncem 16. století významným centrem protestantské víry a působila zde i Jednota bratrská, po roce 1620 zde došlo k rekatolizaci. V roce 1688 byla v Netíně zřízena škola (jedna z nejstarších na Velkomeziříčsku), jejímž rektorem je v uvedeném roce pramenně doložen Jan Wltawský. Od roku 1714 se datuje historie poutí do netínského kostela Nanebevzetí Panny Marie. Na poutní tradici odkazuje také nejstarší netínská pečeť, dochovaná z roku 1717, nesoucí zobrazení Panny Marie. Na novější pečeti z pozdějšího období je zobrazena moravská orlice.
V letech 1869–1871 byla na návrší za netínským kostelem, nad novým netínským hřbitovem (zřízeným v roce 1860 jako náhrada za staré pohřebiště kolem kostela v souvislosti s tehdejší epidemií cholery) vystavěna novogotická hrobka rodu Lobkowiczů (později Podstatských-Lichtenštejnů). Autorem projektu stavby byl brněnský architekt Augustin Prokop. V aleji od hřbitova ke hrobce bylo vztyčeno čtrnáct zastavení křížové cesty. Původní výjevy křížové cesty byly nahrazeny v roce 1931 novými, malovanými na plechu, které vytvořil malíř Bohumil Bek z Kutné Hory. Křížovou cestu kolem roku 2000 doplnila série zobrazení zemských patronů Čech a Moravy, obepínající hrobku z druhé strany.
Roku 1850 byla k Netínu přičleněna jako osada nedaleká vesnička Záseka, která se později stala netínskou místní částí. Na přelomu 19. a 20. století se netínská obec velmi rozvinula. V letech 1885–1886 byla křižanovským stavitelem Janem Rauscherem postavena nová školní budova (slavnostně otevřena byla 10. července 1886, kdy jí vysvětil tehdejší netínský farář, R.D. Antonín Brabenec). Roku 1891 byla v obci zřízena pošta, o tři roky později vznikl hasičský sbor a v roce 1907 byla v Netíně otevřena kampelička. V roce 1924 netínská farnost zřídila na rozcestí pod kostelem pomník padlým v první světové válce.
Od roku 1925 vyvíjel obecní úřad snahy o elektrifikaci obce. Ta byla realizována na přelomu let 1929/1930 prostřednictvím tehdejší společnosti Západomoravské elektrárny a. s. Brno. Poprvé se v obci svítilo elektřinou 17. října 1930. Náklady elektrifikace byly do značné míry pokryty z dotace tehdejšího okresního úřadu ve Velkém Meziříčí.

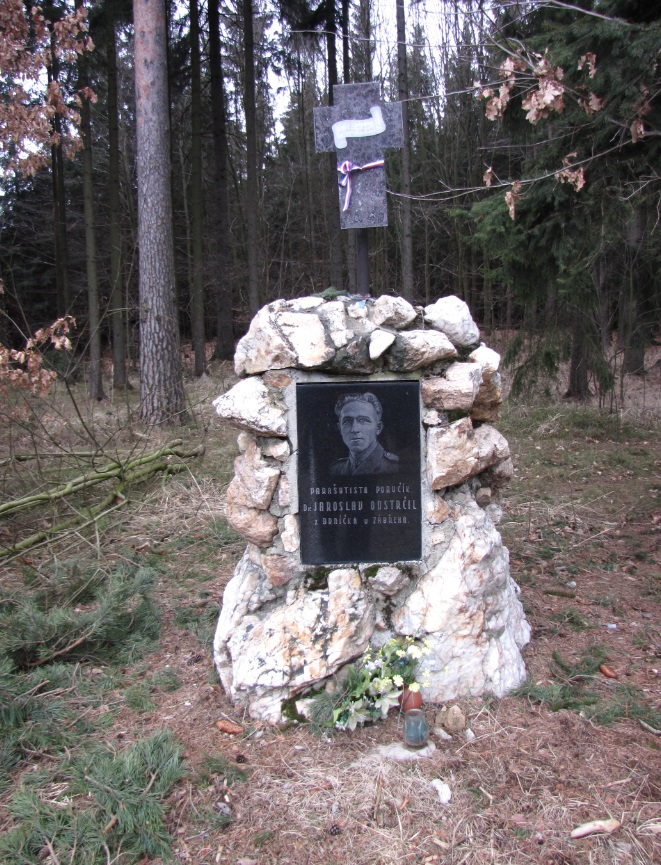
Pomník výsadkáře Jaroslava Odstrčila v lese u Netína.

### Obec za druhé světové války
Za druhé světové války byly na Velkomeziříčsku velmi aktivní odbojové skupiny. V okrajové části Netína se v červnu 1944 ukrýval ppor. Jaroslav Odstrčil, velitel výsadku Calcium. Odstrčil byl nešťastnou náhodou odhalen a v lese Ochoz mezi Netínem a Olším nad Oslavou dne 23. června 1944 padl v přestřelce s příslušníky brněnského gestapa.  Ironií osudu se tak stalo v době, kdy se výsadkář měl zanedlouho přesunout do jiného úkrytu, který mu kdesi chystal tehdejší netínský farář Jindřich Kocman. Hajný Pavlas se následně až do konce války skrýval. Jeho syn Josef byl odvlečen do koncentračního tábora v Dachau, kde se dožil osvobození tábora, nicméně několik dní poté zemřel na následky zde dříve prožitých útrap. Po válce byl Jaroslavu Odstrčilovi v místě, kde padl, zřízen pomník.

### Obec po druhé světové válce
V roce 1957 bylo v Netíně zřízeno JZD (tehdy také začala být vedena kronika tohoto družstva,). Ještě v roce 1961 bylo ale konstatováno, že stále není dokončena socializace vesnice. Stále zde bylo 25 soukromě hospodařících zemědělců. Místní JZD se později sloučilo s dlouhodobě problematicky fungujícím JZD v Olší nad Oslavou (i v Olší se našli soukromníci, kteří kolektivizaci řadu let vzdorovali). V letech 1968–1972 proběhla generální oprava farního kostela, při které mimo jiné byla zabílena pseudoslohová "tapetová" výmalba z 19. století a byly zrušeny boční oltáře. Roku 1972 byl zřízen obecní vodovod (neúspěšně plánovaný již od roku 1924).
Zhruba od roku 1973 zastupitelstvo obce přestávalo postupně vyvíjet činnost, nicméně základní funkce naplňovalo až do konce 70. let. V roce 1978 byl dosti podstatným způsobem rozšířen nový hřbitov nákladem 120 000 Kčs. V roce 1980 byl Netín přičleněn jako místní část k Měřínu. Samostatnou se obec stala opět až v roce 1991. Dlouhodobější pozvolný úbytek obyvatel se zastavil až ve druhé dekádě 21. století, kdy začal tento počet opět narůstat, a kdy také byl postaven větší počet nových domů.
Dne 23. května 2015 byla na bývalé netínské hájence odhalena pamětní deska hajnému Josefu Pavlasovi, ukryvateli ppor. Odstrčila. Současně byly vzpomenuty i další oběti druhé světové války, které pocházely z Netína.

## Netínská obecní kronika
V roce 1924 byla založena obecní kronika. Prvním kronikářem se stal učitel Vítězslav Dvořák, od roku 1929 v jeho zápisech pokračoval další z místních učitelů, Zdeněk Černý. V roce 1939 kroniku zabavily protektorátní úřady. V roce 1945 bylo další vedení kroniky svěřeno Antonínu Sýkorovi z č. p. 29, bývalému legionáři. V letech 1955–1973 opět nebyla kronika vedena. Kroniku obnovil v roce 1973 tehdejší ředitel netínské školy, Jaroslav Jambor. Ten také zpětně doplnil zápisy za období, kdy kronika nebyla vedena. V roce 1980 byla v Netíně zrušena samospráva (MNV), obec se stala součástí nedalekého Měřína a kronika opět přestala být vedena (resp. zápisy po tomto roce začaly být součástí obecní kroniky měřínské). V roce 1991 se netínská obec opět od Měřína osamostatnila. Tehdy bylo vedení samostatné obecní kroniky opět obnoveno. Jejího vedení se ujala Mgr. Zdeňka Čapková, učitelka měřínské školy, žijící v Netíně. Po krátkém období let 1998–1999, kdy kroniku vedla Irini Martakidisová, se netínskou kronikářkou stala Mgr. Martina Sklenářová.

## Obyvatelstvo
| Rok            | 1869 | 1880 | 1890 | 1900 | 1910 | 1921 | 1930 | 1950 | 1961 | 1970 | 1980 | 1991 | 2001 | 2011 | 2021 |
| -------------- | ---- | ---- | ---- | ---- | ---- | ---- | ---- | ---- | ---- | ---- | ---- | ---- | ---- | ---- | ---- |
| Počet obyvatel | 409  | 443  | 431  | 414  | 410  | 409  | 406  | 342  | 379  | 350  | 338  | 327  | 315  | 315  | 348  |
| Počet domů     | 62   | 65   | 65   | 66   | 76   | 67   | 70   | 88   | 86   | 86   | 84   | 96   | 104  | 104  | 131  |

## Obecní správa a politika

### Části obce
- Netín
- Záseka

V letech 1869–1910 k obci patřil i Zadní Zhořec.

### Znak a prapor obce
Dne 8. dubna 2005 byl netínské obci udělen nový znak a prapor. Návrh vytvořil heraldik Martin Pavlů ze Zlína. Ve znaku je akcentována Mariánská tradice obce (modrý podklad a symbol zlaté koruny v horní části štítu), v bílém hrotitém klínu dole se nachází černá orlice, převzatá z erbu někdejších majitelů Netína, rodu Lobkowiczů.

### Obecní samospráva
Od roku 1650 jsou pramenně doložena jména některých netínských rychtářů. V letech 2006–2010 působil jako netínský starosta Karel Liškař, od roku 2010 tuto funkci vykonával Martin Sýkora. V letech 2012–2018 byla starostkou Pavla Krejzlová, od roku 2018 je starostkou Věra Prušová.

## Školství

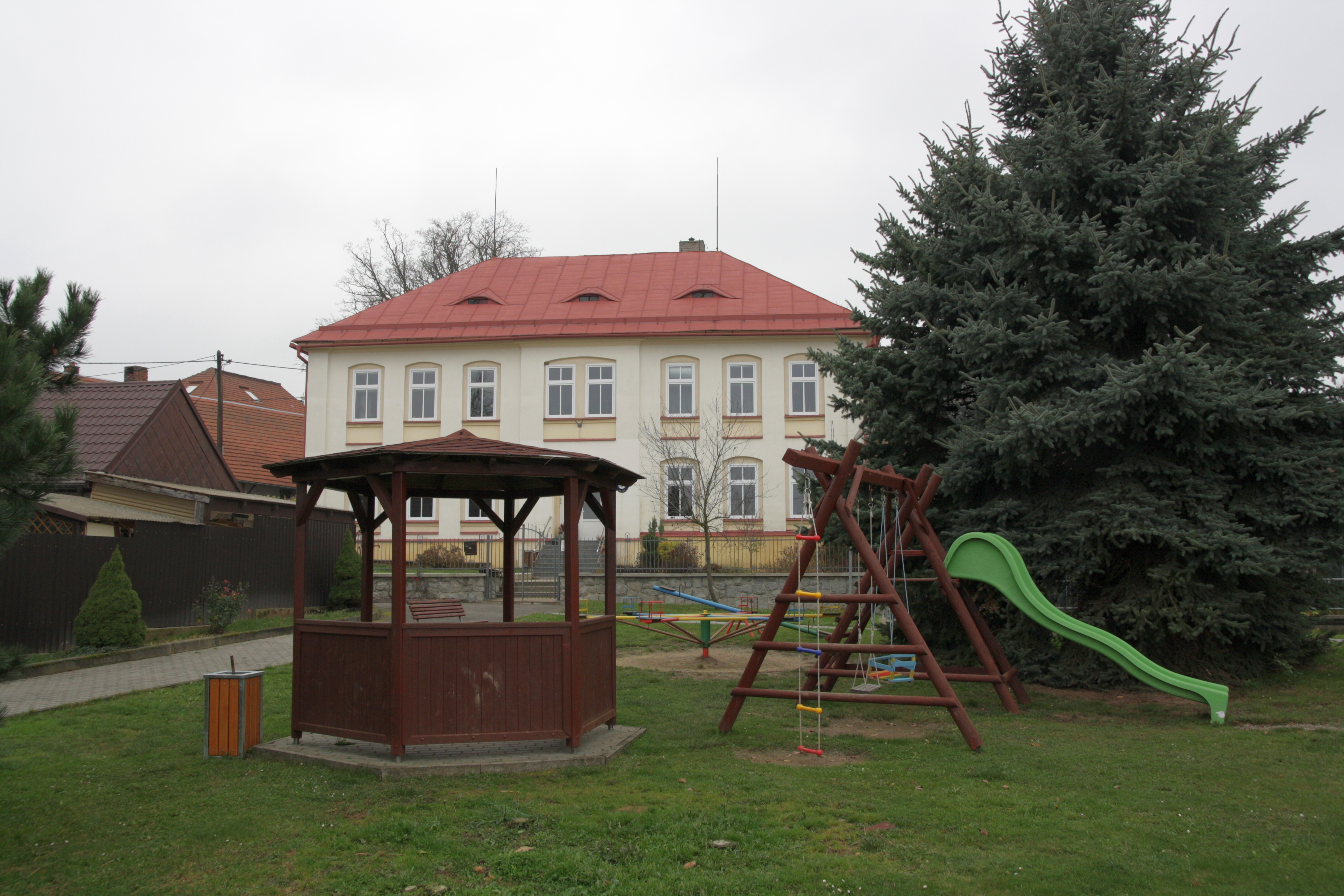
Budova školy na netínské návsi.

- Základní škola Netín (1.–5. třída)

## Pamětihodnosti
- Kostel Nanebevzetí Panny Marie – původně románský kostel ze 13. století byl koncem 15. století rozšířen a v 18. století barokně upraven. Od roku 1714 jde o poutní místo. Kolem kostela se nachází starý hřbitov, později ve 20. století parkově upravený.
- Na starém hřbitově dochován hrob někdejšího místního faráře Františka Přikryla s veršovaným epitafem. Hrob je završen výklenkovou kapličkou a ohrazen balustrádou.[18]
- Fara – č. p. 21, v sousedství kostela, přízemní barokní stavba z 18. století.
- Lobkovická hrobka – novogotická stavba z roku 1867, tvořená spodní hrobkou Všech dušiček[zdroj?] a horní kaplí Sedmibolestné P. Marie. Jsou zde pochováni majitelé zámku ve Velkém Meziříčí z rodu Lobkowiczů, Harrachů a Podstatzkých-Lichtenstein. K hrobce vede 14 zastavení křížové cesty, začínajících u nového hřbitova.
- Barokní socha svatého Jana Nepomuckého na návsi, datovaná letopočtem 1715, postavená z iniciativy poutníků z první pouti do Netína.
- V lese Ochoz je památník Jaroslava Odstrčila z paradesantní skupiny Calcium, který zde padl roku 1944.[19]

## Osobnosti

### Rodáci
- Josef Toman (1880–1957), duchovní a pedagog
- Richard Picbauer (1886–1955), mykolog
- Jan Sýkora (1888–1948), legionář, herec a režisér
- Ludmila Chybíková (1918–1998), nalezenec

### Osobnosti jinak s obcí spojené
- František Čuda (1841–1922), v letech 1882–1905 učitel netínské školy, o kterou se velmi zasloužil, čestný občan obce
- Mons. Václav Hlavička (1864–1942), římskokatolický duchovní, čestný občan obce Netín, v letech 1899–1942 místní farář
- Jindřich Kocman (1903–1997), římskokatolický duchovní, v letech 1942–1997 netínský farář
- Mons. Augustin Kratochvíl (1865–1946), římskokatolický duchovní a vlastivědec, v letech 1899–1900 netínský kaplan
- Jaroslav Odstrčil (1912–1944), československý výsadkář, v roce 1944 se v Netíně ukrýval, a zde padl v boji s gestapem
- Josef Pavlas (1899–1968), v letech 1933–1945 netínský hajný, účastník protinacistického odboje, čestný občan obce

## Galerie

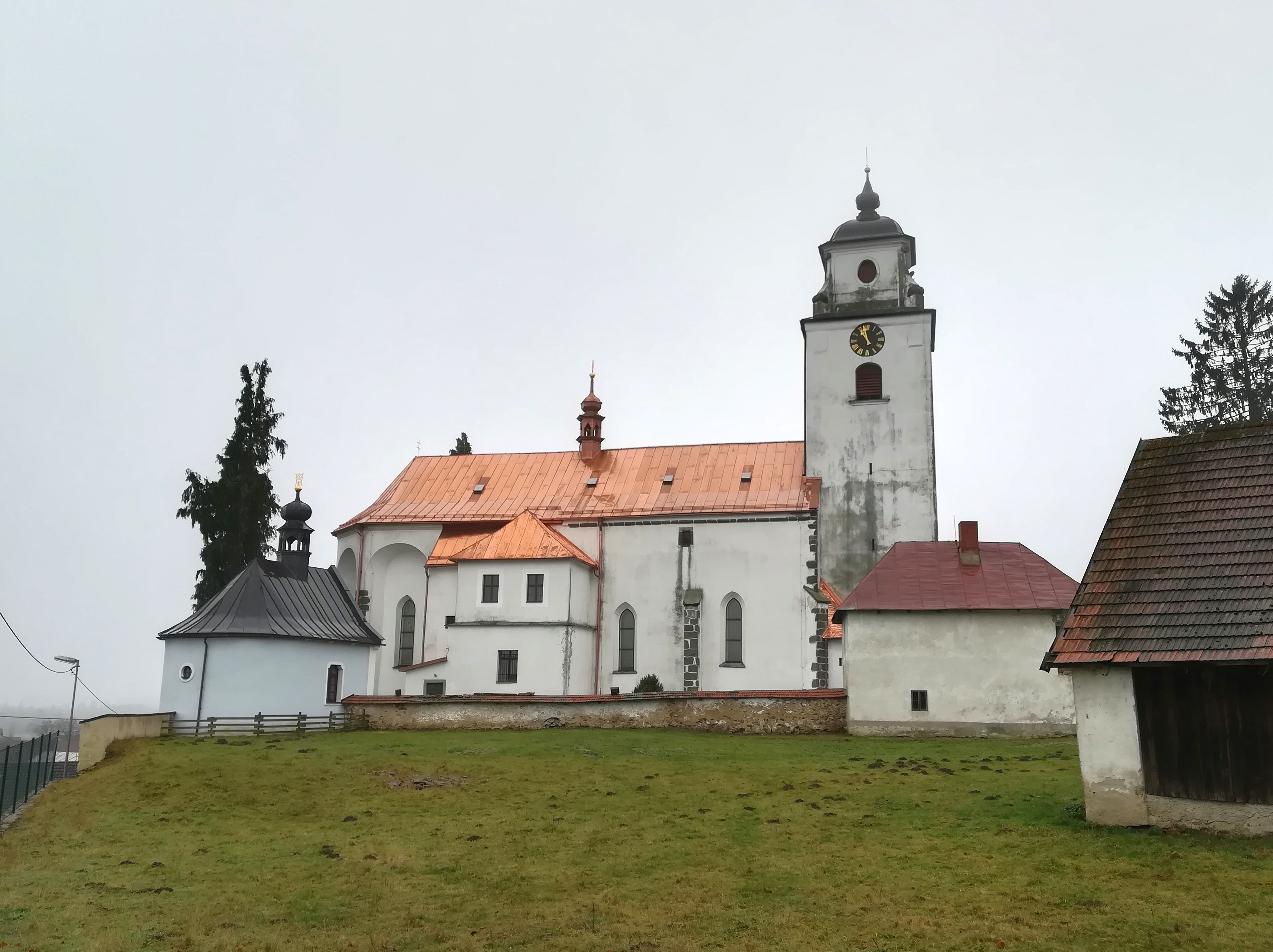
Kostel Nanebevzetí Panny Marie
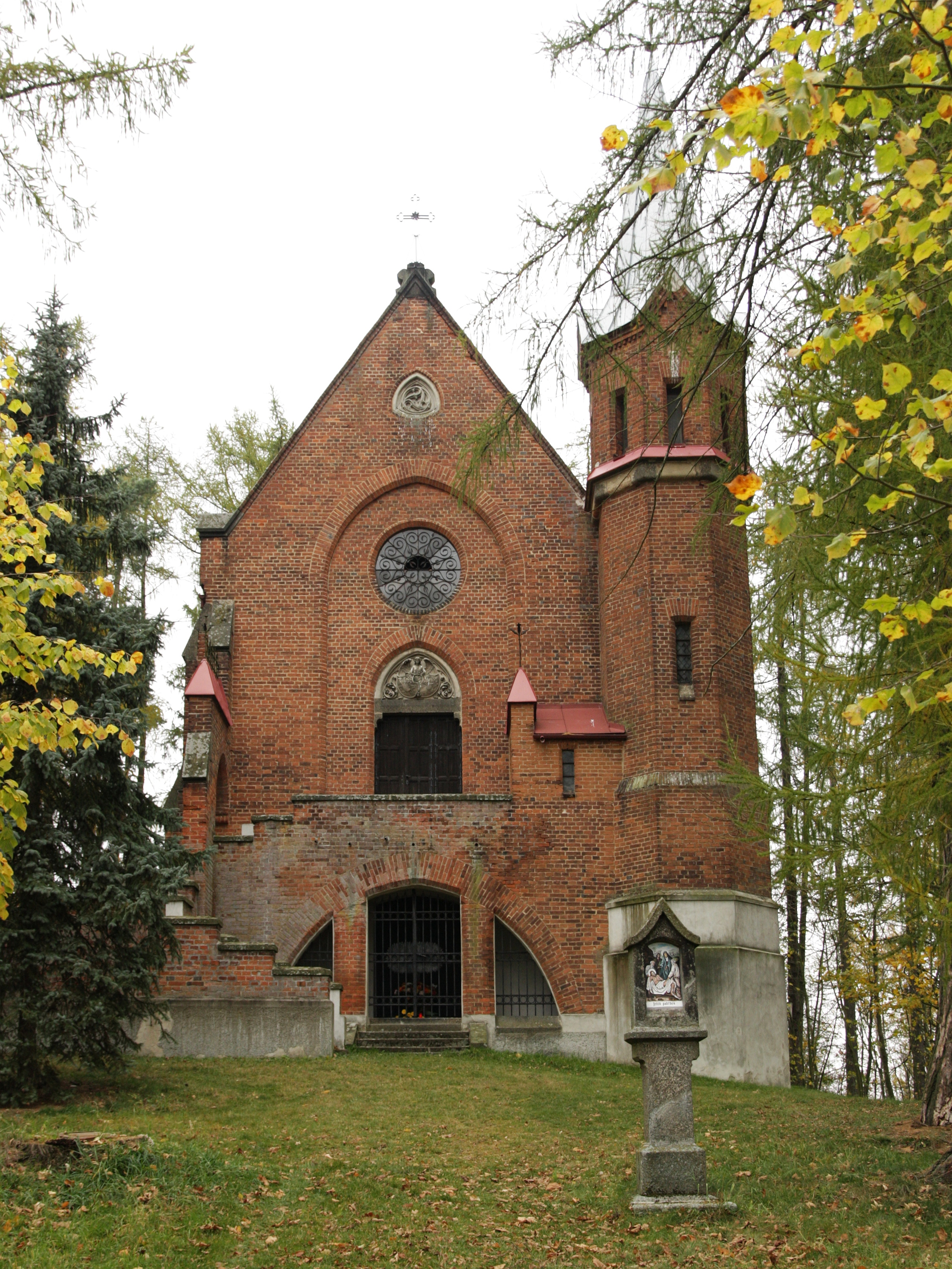
Lobkowiczká hrobka
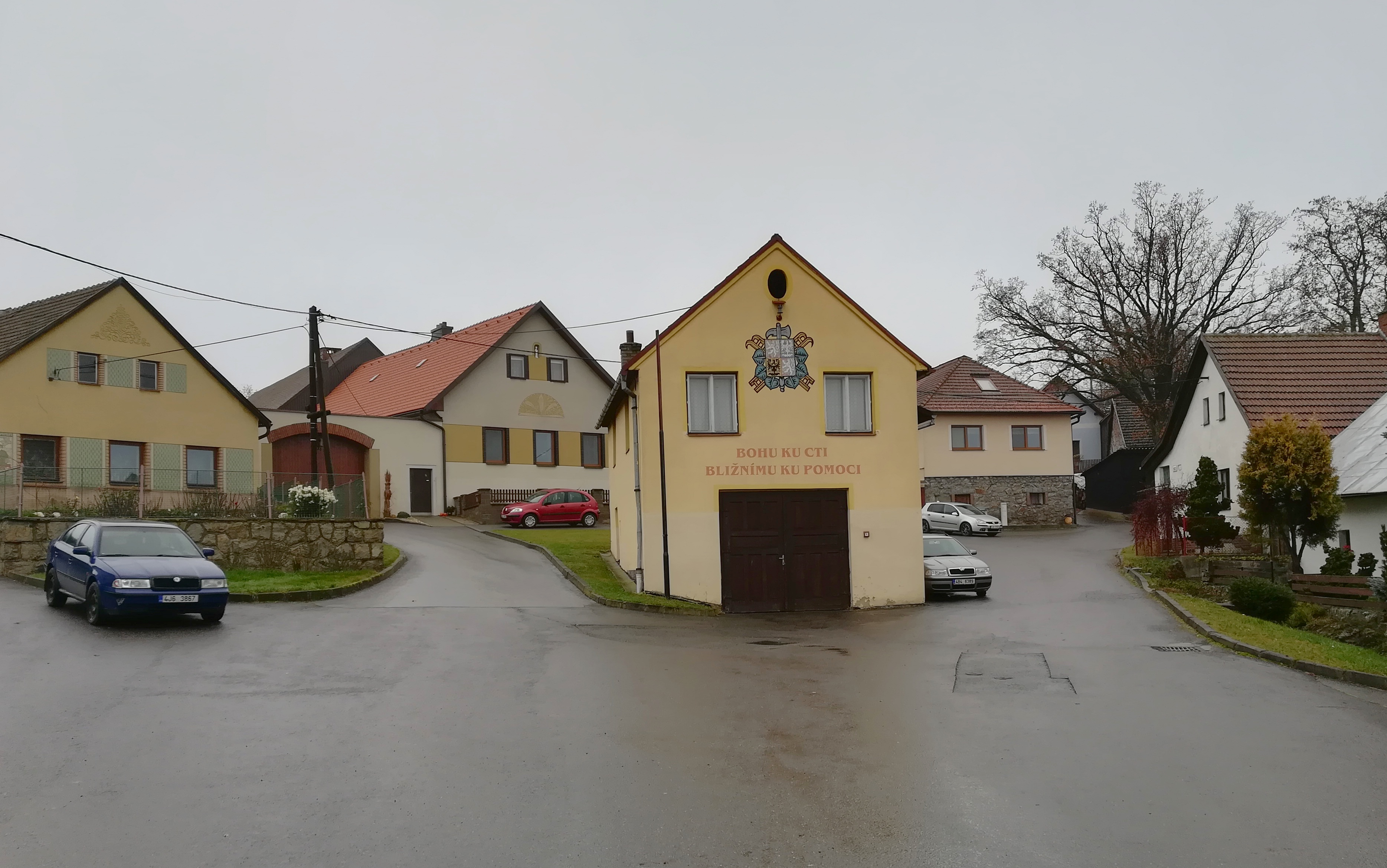
Jižní část návsi
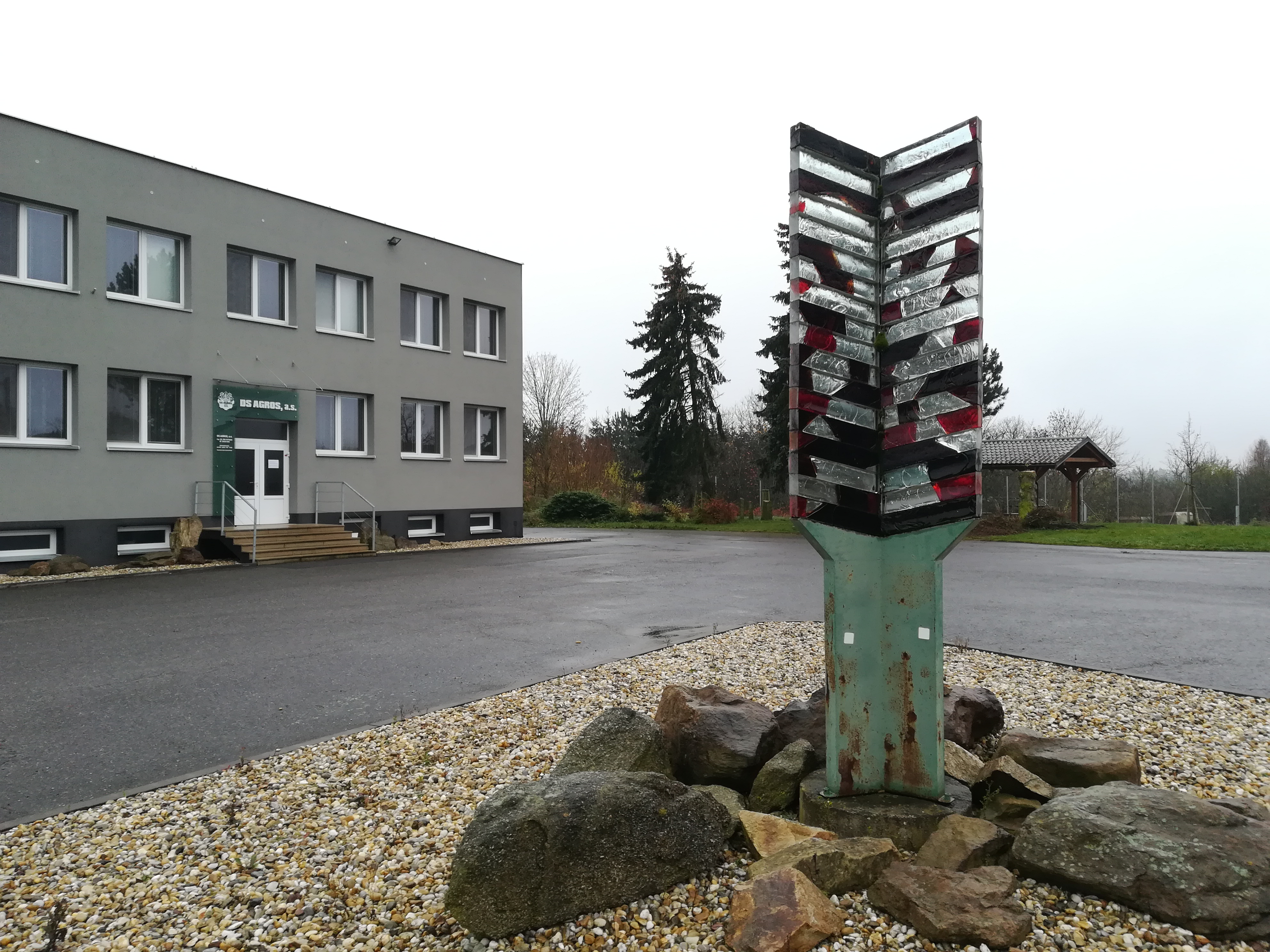
Plastika před sídlem DS Agros
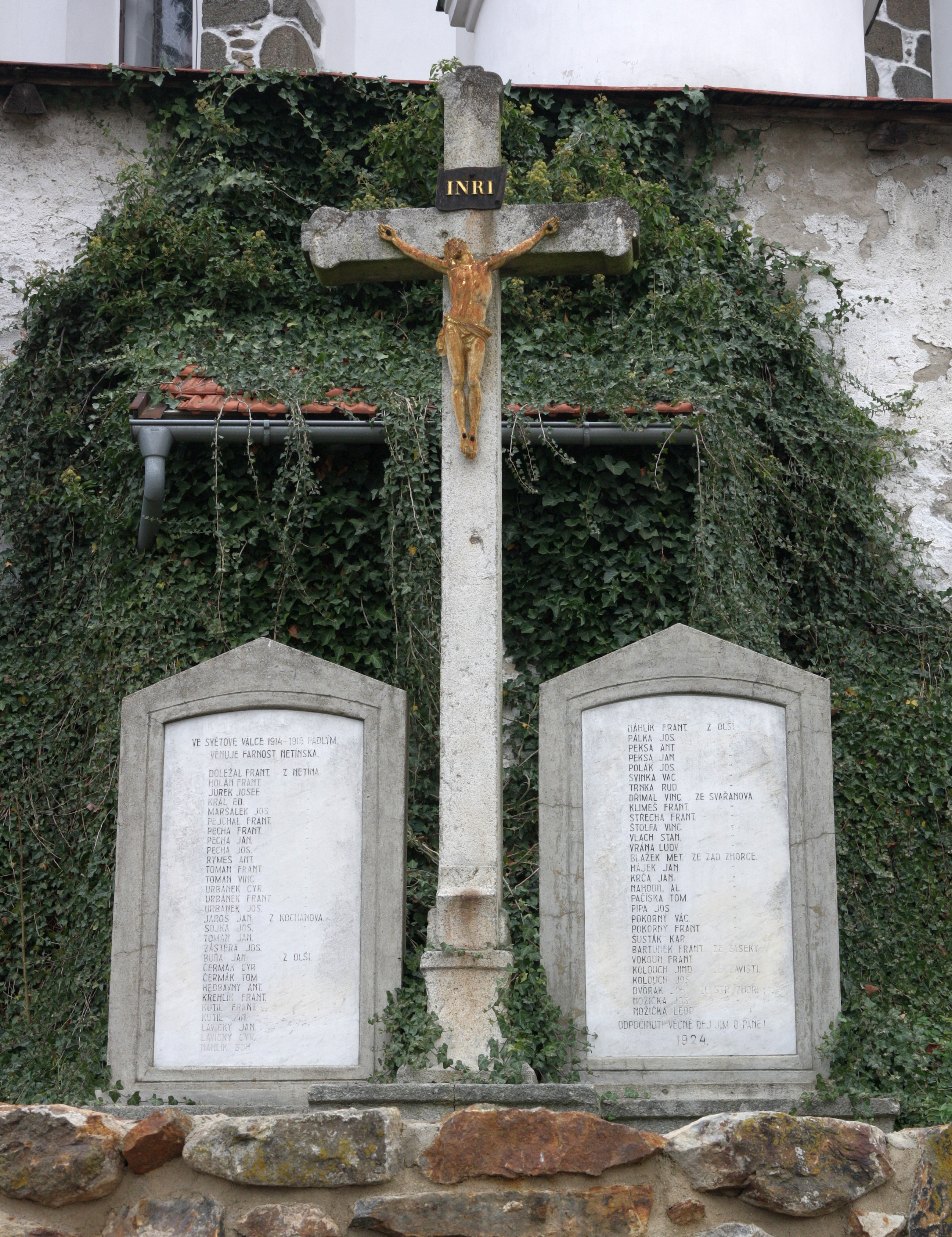
Pomník padlým v první světové válce